# Казанскаја
Казанскаја (рус. Казанская) насељено је место руралног типа (станица) на југозападу европског дела Руске Федерације. Налази се на истоку Краснодарске Покрајине и административно припада њеном Кавкаском рејону.
Према статистичким подацима Националне статистичке службе Русије за 2017. у насељу је живело 11.323 становника и једно је од највећих сеоских насеља на тлу Русије.

## Географија
Станица Казанскаја се налази у јужном делу Кавкаског рејона на свега 8 км западно од града Кропоткина, односно на око 130 км североисточно од покрајинског центра, града Краснодара. Лежи у ниској и доста мочварној Кубањско-приазовској низији уз десну обалу реке Кубањ, на надморској висини од око 120 m.

## Историја
Казањско козачко насеље основано је током 1802. године од стране Донских Козака који су се на то подручје преселили по налогу императора Павла I Петровича који је на тај начин додатно желео да ојача јужне границе Империје. Новоосновано насеље добија име по Казањском пуку Кавкаске империјалне армије који је био стациониран на том подручју од 1788. до 1791. године.

## Демографија
Према подацима са пописа становништва 2010. у селу је живело 10.991 становника, док је према проценама из 2017. село имало 11.323 становнка.
| 1897. | 1939. | 1959. | 1970. | 1979.  | 1989. | 2002.  | 2010.  | 2017.  |
| ----- | ----- | ----- | ----- | ------ | ----- | ------ | ------ | ------ |
| −     | −     | 7.282 | −     | 10.048 | −     | 10.656 | 10.991 | 11.323 |